# Estação Retchnoi Vokzal
Retchnoi Vokzal (em russo:  Речной вокзал) é uma estação terminal da linha Zamoskvoretskaia (Linha 2) do Metro de Moscovo, na Rússia. Estação «Retchnoi Vokzal» está localizada após a estação «Vodnyi Stadion».